# 乔传珏
乔传珏（1910年5月—1990年4月19日），辽宁旅顺人，中华人民共和国地方官员，第一届全国人大代表，第一届省人大代表，第六届全国政协委员，第四、五届民盟中央委员。
出生于今大连市甘井子区营城子镇双台沟村的一个地主家庭。1945年8月，旅大成为苏军占领区。中国共产党逐步控制旅大。乔传珏与中共方面合作，故称他在1946年2月参加革命工作。历任辽东技术协会会长，大连工业专门学校校长，关东行政公署副主席，东北人民政府委员，旅大中苏友好协会会长。
1950年10月，旅大行政公署和大连市政府合并为旅大市人民政府，乔传珏担任副市长兼工业局局长。1954年，当选第一届全国人民代表大会代表。历任旅大市自然科学联合会理事长，旅大市民盟主任委员，辽宁省民盟副主委，旅大市政协副主席，辽宁省政协常委，旅大市人大常委会副主任等职。1986年加入中国共产党。
1988年11月，离休。1990年4月19日，乔传珏因病在大连逝世。